# Химна Холандије
Виљем од Насауа (хол. Het Wilhelmus) је химна Холандије. Историјска личност која се помиње у химни је Виљем I Орански. Химна Холандије је најстарија химна на свету иако речи јапанске химне (не и музика) потичу из 9. века. Химна Холандије је званично усвојена тек 1932. године.

## Кратка верзија
Wilhelmus van Nassauwe

ben ik, van Duitsen bloed,

den vaderland getrouwe

blijf ik tot in den dood.

Een Prinse van Oranje

ben ik, vrij onverveerd,

den Koning van Hispanje

heb ik altijd geëerd.
Mijn schild ende betrouwen

zijt Gij, o God mijn Heer

op U zo wil ik bouwen

Verlaat mij nimmermeer

Dat ik doch vroom mag blijven

uw dienaar t'aller stond

de tirannie verdrijven

die mij mijn hart doorwondt

## Превод
Виљем од Насауа

ја сам немачке крви

отаџбини поверен

бићу ја до смрти
Принц Орански

сам ја, без страха,
Краља Хиспаније

сам увек славио

## Комплетна верзија
Wilhelmus van Nassouwe

ben ik, van Duitsen bloed,

den vaderland getrouwe

blijf ik tot in den dood.

Een Prince van Oranje

ben ik, vrij onverveerd,

den Koning van Hispanje

heb ik altijd geëerd.
In Godes vrees te leven

heb ik altijd betracht,

daarom ben ik verdreven,

om land, om luid gebracht.

Maar God zal mij regeren

als een goed instrument,

dat ik zal wederkeren

in mijnen regiment.
Lijdt u, mijn onderzaten

die oprecht zijt van aard,

God zal u niet verlaten,

al zijt gij nu bezwaard.

Die vroom begeert te leven,

bidt God nacht ende dag,

dat Hij mij kracht zal geven,

dat ik u helpen mag.
Lijf en goed al te samen

heb ik u niet verschoond,

mijn broeders hoog van namen

hebben 't u ook vertoond:

Graaf Adolf is gebleven

in Friesland in den slag,

zijn ziel in 't eeuwig leven

verwacht den jongsten dag.
Edel en hooggeboren,

van keizerlijken stam,

een vorst des rijks verkoren,

als een vroom christenman,

voor Godes woord geprezen,

heb ik, vrij onversaagd,

als een held zonder vreden

mijn edel bloed gewaagd.
Mijn schild ende betrouwen

zijt Gij, o God mijn Heer,

op U zo wil ik bouwen,

Verlaat mij nimmermeer.

Dat ik doch vroom mag blijven,

uw dienaar t'aller stond,

de tirannie verdrijven

die mij mijn hart doorwondt.
Van al die mij bezwaren

en mijn vervolgers zijn,

mijn God, wil doch bewaren

den trouwen dienaar dijn,

dat zij mij niet verassen

in hunnen bozen moed,

hun handen niet en wassen

in mijn onschuldig bloed.
Als David moeste vluchten

voor Sauel den tiran,

zo heb ik moeten zuchten

als menig edelman.

Maar God heeft hem verheven,

verlost uit alder nood,

een koninkrijk gegeven

in Israël zeer groot.
Na 't zuur zal ik ontvangen

van God mijn Heer dat zoet,

daarnaar zo doet verlangen

mijn vorstelijk gemoed:

dat is, dat ik mag sterven

met eren in dat veld,

een eeuwig rijk verwerven

als een getrouwen held.
Niet doet mij meer erbarmen

in mijnen wederspoed

dan dat men ziet verarmen

des Konings landen goed.

Dat u de Spanjaards krenken,

o edel Neerland zoet,

als ik daaraan gedenke,

mijn edel hart dat bloedt.
Als een prins opgezeten

met mijner heireskracht,

van den tiran vermeten

heb ik den slag verwacht,

die, bij Maastricht begraven,

bevreesde mijn geweld;

mijn ruiters zag men draven

zeer moedig door dat veld.
Zo het den wil des Heren

op dien tijd had geweest,

had ik geern willen keren

van u dit zwaar tempeest.

Maar de Heer van hierboven,

die alle ding regeert,

die men altijd moet loven,

en heeft het niet begeerd.
Zeer christlijk was gedreven

mijn prinselijk gemoed,

standvastig is gebleven

mijn hart in tegenspoed.

Den Heer heb ik gebeden

uit mijnes harten grond,

dat Hij mijn zaak wil redden,

mijn onschuld maken kond.
Oorlof, mijn arme schapen

die zijt in groten nood,

uw herder zal niet slapen,

al zijt gij nu verstrooid.

Tot God wilt u begeven,

zijn heilzaam woord neemt aan,

als vrome christen leven,-

't zal hier haast zijn gedaan.
Voor God wil ik belijden

en zijner groten macht,

dat ik tot genen tijden

den Koning heb veracht,

dan dat ik God den Heere,

der hoogsten Majesteit,

heb moeten obediëren

in der gerechtigheid.